# بلا گلدوانیی
بلا گلدُوانیی (مجاری: Goldoványi Béla; ۲۰ دسامبر ۱۹۲۵ – ۱۶ نوامبر ۱۹۷۲) دونده اهل مجارستان بود.